# 김민혁 (1995년)
김민혁(金敏赫, 1995년 11월 21일 ~ )은 KBO 리그 kt 위즈의 외야수이다.

## 아마추어 시절
순천에서 태어나 광주로 이사 후 야구를 시작했다. 그러나 그의 아버지는 광주에서 야구하기에는 적합하지 않다는 이유로 서울로 보내 야구를 시켰다. 이후 배재고등학교에 입학했는데 고등학교 야구단의 인지도, 영향력이 그렇게 크지 않았다. 프로 구단의 관심을 많이 받지 못했으나 고등학교 시절 유격수로 활약하며 2014년에 kt 위즈에 2차 6라운드로 입단했다.

## kt 위즈시절
2014년에 입단하였다.

### 2014년시즌
입단 후 신인 치고는 좋은 성적을 보여줬다. 타율 3할, 출루율이 4할에 도달하며 선구안이 좋은 선수라는 평가를 받았다. 거기에 빠른 발과 좋은 주루 센스까지 합쳐져 많은 기대를 받았다.

### 2015년시즌
오정복, 하준호와 함께 외야 한 자리를 두고 치열하게 경쟁했다. 타석에 나올때마다 괜찮은 타구와 좋은 성적을 보여 점점 고정 외야수에 가까워져 갔다.

### 2016년시즌
성적이 좋지 않아 군 문제부터 해결하고자 상무 야구단에 지원해 합격했다.

## 상무 야구단시절
2017년에 입단하였다. 타격 부문에서 5관왕을 기록했다.

## kt 위즈복귀
2018년에 복귀하였다.

### 2019년시즌
리드오프로서 가능성을 보이자 이강철 감독이 많은 경기를 소화하게 했다.

### 2020년시즌
등번호를 39번에서 53번으로 교체했다. 상무 야구단 시절 53번을 달고 좋은 성적을 내서 좋은 기운을 이어가고자 등번호를 교체했다. 시즌 초반 부진으로 조용호가 그를 밀어내고 주전으로 활동했고, 좋은 모습을 보였다. 백업으로 밀린 그는 타격감이 좋지 못했고, 부상이 잦았다. 타격 폼에 변화를 줬지만 큰 성과가 없었다.

### 2021년시즌
스프링 캠프에서 좋은 성적을 기록했다. 시즌 시작 후 백업으로 출전하기 시작했다. 백업으로 출전해 나쁘지 않은 모습을 보여 선발로 출전하기 시작했다. 타격은 조용호보다 좋았으나 수비가 부족해 조용호에게 밀렸다. 4월에는 조용호의 타격 부진으로 인해 그의 선발 출장 경기가 잦아졌다. 

## 출신 학교
- 순천남산초등학교(전학) → 광주서석초등학교
- 광주동성중학교(전학) → 배재중학교
- 배재고등학교

## 통산 기록
| 연도 | 팀명  | 타율  | 경기 | 타수 | 득점 | 안타 | 2루타 | 3루타 | 홈런 | 루타 | 타점 | 도루 | 도실 | 볼넷 | 사구 | 삼진 | 병살 | 실책 |
| ---- | ----- | ----- | ---- | ---- | ---- | ---- | ----- | ----- | ---- | ---- | ---- | ---- | ---- | ---- | ---- | ---- | ---- | ---- |
| 2015 | kt    | 0.276 | 82   | 156  | 21   | 43   | 2     | 3     | 0    | 51   | 10   | 12   | 7    | 14   | 2    | 30   | 3    | 2    |
| 2016 | kt    | 0.103 | 26   | 29   | 3    | 3    | 1     | 0     | 0    | 4    | 0    | 2    | 1    | 2    | 0    | 8    | 0    | 0    |
| 2019 | kt    | 0.281 | 127  | 466  | 68   | 131  | 10    | 1     | 0    | 143  | 32   | 22   | 10   | 32   | 13   | 61   | 8    | 4    |
| 2020 | kt    | 0.239 | 108  | 222  | 35   | 53   | 5     | 2     | 5    | 77   | 25   | 8    | 4    | 22   | 2    | 42   | 4    | 4    |
| 2021 | kt    | 0.320 | 75   | 172  | 22   | 55   | 6     | 2     | 1    | 68   | 13   | 6    | 3    | 20   | 2    | 26   | 3    | 1    |
| 2022 | kt    | 0.284 | 132  | 373  | 47   | 106  | 10    | 2     | 0    | 120  | 35   | 6    | 9    | 37   | 2    | 62   | 10   | 0    |
| 2023 | kt    | 0.297 | 113  | 397  | 68   | 118  | 20    | 3     | 3    | 153  | 41   | 11   | 4    | 36   | 3    | 48   | 4    | 4    |
| 2024 | kt    | 0.353 | 115  | 351  | 47   | 124  | 14    | 3     | 1    | 147  | 34   | 4    | 2    | 35   | 1    | 45   | 9    | 3    |
| 통산 | 8시즌 | 0.292 | 778  | 2166 | 311  | 633  | 68    | 16    | 10   | 763  | 190  | 71   | 40   | 198  | 25   | 322  | 41   | 18   |